# Vespasiano I Gonzaga

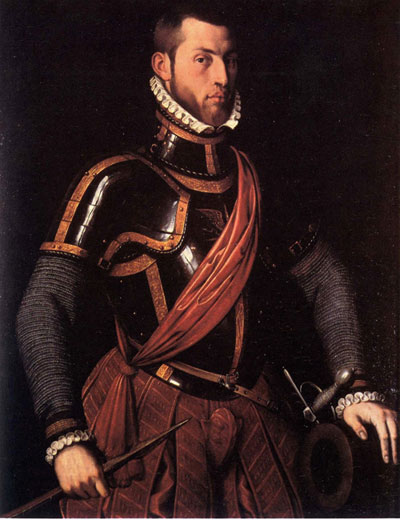
Portret van Vespasiano I Gonzaga door Anthonis Mor van Dashorst

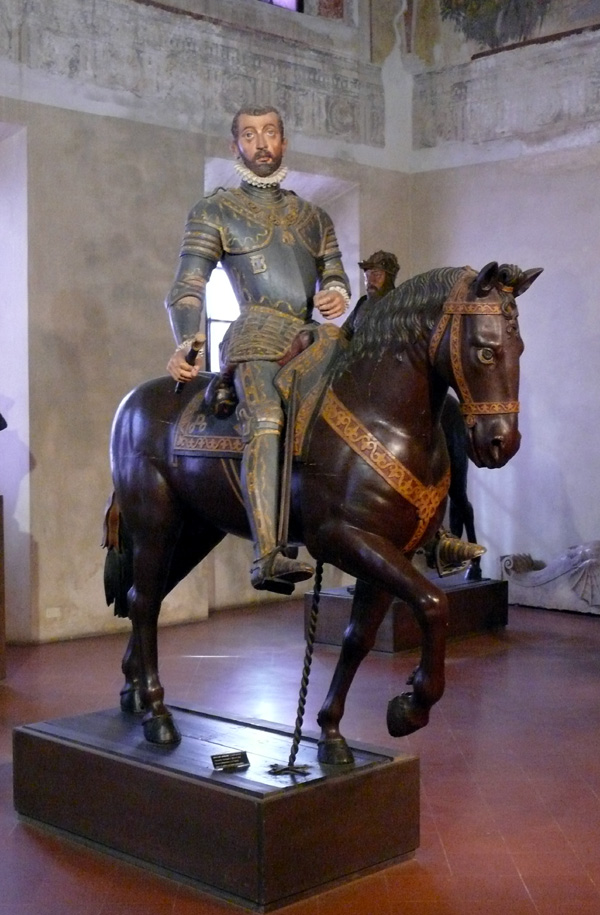
Houten ruiterstandbeeld van Vespasiano I Gonzaga in het hertogelijk paleis van Sabbioneta

Vespasiano I Gonzaga (Fondi, 6 december 1531 – Sabbioneta, 26 februari 1591) was een Italiaanse edelman, diplomaat, schrijver, militair ingenieur en veldheer. Hij wordt herinnerd als beschermheer van de kunsten en stichter-hertog van Sabbioneta, een stad in Lombardije ontworpen volgens de renaissance-principes van de ideale stad. 

## Leven
Hij werd geboren in Fondi, een leen van het geslacht Colonna in het zuiden van Lazio. Zijn ouders waren Isabella Colonna en de condottiero Luigi Gonzaga, heer van Palazzolo, lid van een zijtak van het huis Gonzaga, dat de hertogen van Mantua leverde. Vespasiano verloor op jonge leeftijd zijn vader en toen zijn moeder in 1536 hertrouwde, werd hij onder de voogdij geplaatst van zijn tante Giulia Gonzaga. Ze bracht hem groot in Napels. 
Op vijftienjarige leeftijd stuurde ze Vespasiano naar het Spaanse koninklijk hof om schildknaap te worden van hertog Filips, de oudste zoon van keizer Karel V, aan wie hij in de verte verwant was door wederzijdse afstamming van de koningen van Aragon. De twee werden vrienden en Vespasiano Gonzaga zou zijn hele leven een vertrouweling van Filips zijn. Hij werd kapitein in het leger van keizer Karel en kreeg in 1549 het bevel over de keizerlijke troepen in Lombardije. Het volgende jaar trouwde hij en vestigde hij zich met zijn vrouw op het voorouderlijke kasteel in Sabbioneta, maar ze had een miskraam en bij hem werden de eerste symptomen van syfilis vastgesteld. Het verhinderde hem niet zijn carrière als veldheer uit te bouwen. In Parma nam hij de wapens op tegen de Fransen (1552) en in een andere campagne leidde hij 8000 man tegen paus Paulus IV (1556). In 1558 onderscheidde hij zich in de oorlog om Parma en maakte koning Filips II hem een Grande van Spanje.
Tussen de bedrijven door hield Gonzaga zich bezig met de uitbouw van Sabbioneta tot een ideale renaissancestad. In een brief uit 1557 beschreef hij zijn idee voor een "klein Athene". Vooral wanneer hij ziek was of herstelde van gevechtsverwondingen, maakte hij daar tijd voor. Na de dood van zijn eerste vrouw was hij een vijftal jaar vrijgezel. In 1564 reisde hij naar Spanje om te hertrouwen met Anna d'Aragona. Ze volgde hem naar Italië en kreeg drie kinderen op drie jaar, waarna ook zij overleed. Hij keerde in 1568 terug naar Spanje en werd er in 1570 onderkoning van Valencia en in 1572 van  Navarra. In koninklijke dienst ontpopte hij zich tot vestingbouwer. Hij versterkte onder meer Mers-el-Kébir in Noord-Afrika. In 1578 keerde hij definitief terug naar Italië. Hij trouwde er een derde keer en had in 1585 de eer vliesridder te worden. In zijn laatste levensjaren hield hij zich bezig met het voltooien van Sabbioneta, dat in 1577 een hertogdom was geworden dankzij de steun van zijn vriend, keizer Rudolf II van Habsburg, die hij aan het Spaanse hof had ontmoet. In 1591 stierf de hertog. Rond zijn erfenis werd een delingsverdrag gesloten, waarbij het hertogdom Sabbioneta aan zijn dochter Isabella toekwam.
|  |  |  |

## Huwelijken en kinderen
Vespasiano Gonzaga huwde drie keer: 
- Diana Folch de Cardona (1531-1559), dochter van Antonio Folch de Cardona en Beatriz de Luna.
- Anna d'Aragona y Folch de Cardona (? –1567), dochter van Alfonso de Aragón y Portugal. Met haar had hij drie kinderen: 
  - Giulia (1565)
  - Isabella Gonzaga (1565–1637), zijn erfgename
  - Luigi Gonzaga (1566-1580), overleden op 14-jarige leeftijd.
- Margherita Gonzaga (1562–1618), dochter van Cesare I Gonzaga, heer van Guastalla.

## Hamlet
Voor zijn toneelstuk Hamlet gebruikte Shakespeare het vierde boek van La Civile conversatione, een werk dat Stefano Guazzo publiceerde in 1574. Het boek is een weergave van een tafelgesprek in Casale Monferrato in 1567 waaraan Gonzaga deelnam. Veel van de uitspraken en aforismen die hem in de mond worden gelegd, komen terug in Hamlet, zoals zijn opinies over liefde, cosmetica en de nationale eigenschappen van Italianen en Duitsers. De prins van Denemarken deelt ook karaktertrekken met de hertog van Sabbioneta.